# Procedura zgody
Procedura zgody lub inaczej procedura zgodności jedna z procedur legislacyjnych Unii Europejskiej.
Przed Traktatem z Lizbony stosowana we Wspólnocie Europejskiej obok procedury konsultacji, współdecydowania i współpracy. 1 grudnia 2009 r. procedura zgody wraz z procedurą konsultacji weszły w skład tzw. procedury specjalnej, procedura współpracy została usunięta, natomiast procedura współdecydowania nazwana została zwykłą procedurą ustawodawczą. Ma to na celu uproszczenie procesu decyzyjnego w UE dzięki poprawie przejrzystości i skuteczności. Reguluje to art. 289 Traktatu o funkcjonowaniu Unii Europejskiej.
Stosowana jest przy przyjmowaniu nowych członków lub przy zawieraniu układów o stowarzyszeniu z państwami trzecimi.
Procedura ta składa się z kilku etapów. W pierwszym etapie państwo trzecie składa do Rady Unii Europejskiej wniosek o członkostwo lub o stowarzyszenie. W drugim etapie Rada Unii Europejskiej po zapoznaniu się z wnioskiem upoważnia Komisję Europejską do prowadzenia negocjacji. Trzeci etap procedury to zajęcie stanowiska przez Komisję Europejską lub prowadzenie negocjacji z państwem kandydującym aż do parafowania układu. Ich rezultat musi uzyskać zgodę Parlamentu Europejskiego, której ten udziela bezwzględną większością głosów. Rada po uzyskaniu zgody Parlamentu podejmuje jednogłośnie uchwałę o zawarciu umowy członkowskiej lub stowarzyszeniowej.